# Karolina-oszlop
A kolozsvári Karolina-oszlop (korábbi, népszerű nevén Státua, románul: Obeliscul Carolina), a város legrégibb világi emlékműve az Óvárban, a Karolina téren (románul Piața Muzeului) áll.
Az oszlopot I. Ferenc király, és negyedik felesége, Karolina Auguszta királyné látogatásának emlékére emelték. A látogatásra 1817. augusztus 18. és 27. között került sor. A látogatás célja a nép megnyugtatása volt a napóleoni háborúk okozta nehézségek közepette. A császári pár a Bánffy-palotában szállt meg.
Az emlékmű felállítását Páll Sámuel főbíró indítványozta, és engedélyt kértek rá az uralkodótól. A városi tanács 1818-ban öt tervet nyújtott be a főkormányszékhez és a bécsi udvarhoz; az engedélyre másfél évet kellett várni. A költségek fedezésére gyűjtést indítottak a polgárok körében; amikor ez elakadt, a hiányzó részt Topler Imre városi főügyész pótolta.
Az oszlop faragása a helybeli Schindler Mihály és Antal mesterek műve, a sasok vaskoszorúját Henczenberger János lakatos készítette. A domborművek Josef Klieber bécsi szobrász alkotásai. A felavatás 1831. október 4-én történt; ekkor az oszlop még a Fő téren állt; 1898-ban került jelenlegi helyére.
Az emlékoszlop két domborműve több mint másfél méter magas, szélességük jó méternyi. Az egyik a város kapuja elé érkező császári hintót ábrázolja, a fogadására összegyűlt tömeg körében. A hintó két oldalán a lovas díszkíséret áll, akik a város és a vármegye zászlaját emelik magasra. A másik dombormű a kórház kapujában álló császárnét ábrázolja, aki egy térdre boruló asszonynak pénzt nyújt. Mögötte a császár, illetve kísérete. Mindkét dombormű érdekes a viselettörténet szempontjából. Kultúrtörténeti érdekesség (ma bakinak neveznénk), hogy a kórház kapujánál olajlámpa látható, noha a városban az utcai világítás csak 1827 decemberében kezdődött, tehát a császári látogatáskor a lámpa még nem lehetett meg.

## Képek

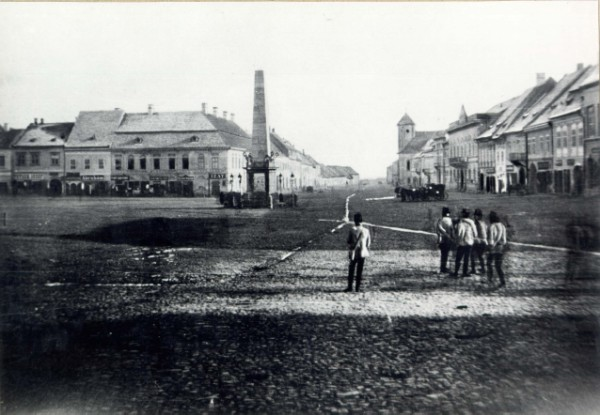
Az oszlop 1859-ben a Fő téren
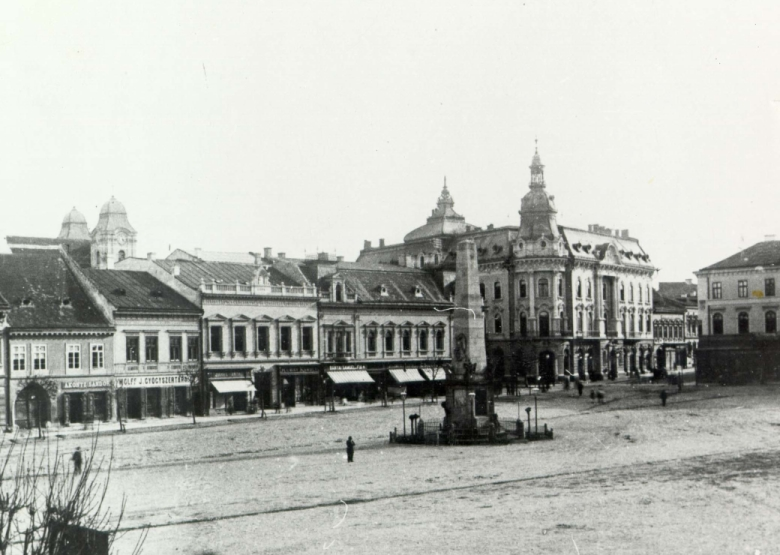
Az oszlop 1897-ben a Fő téren
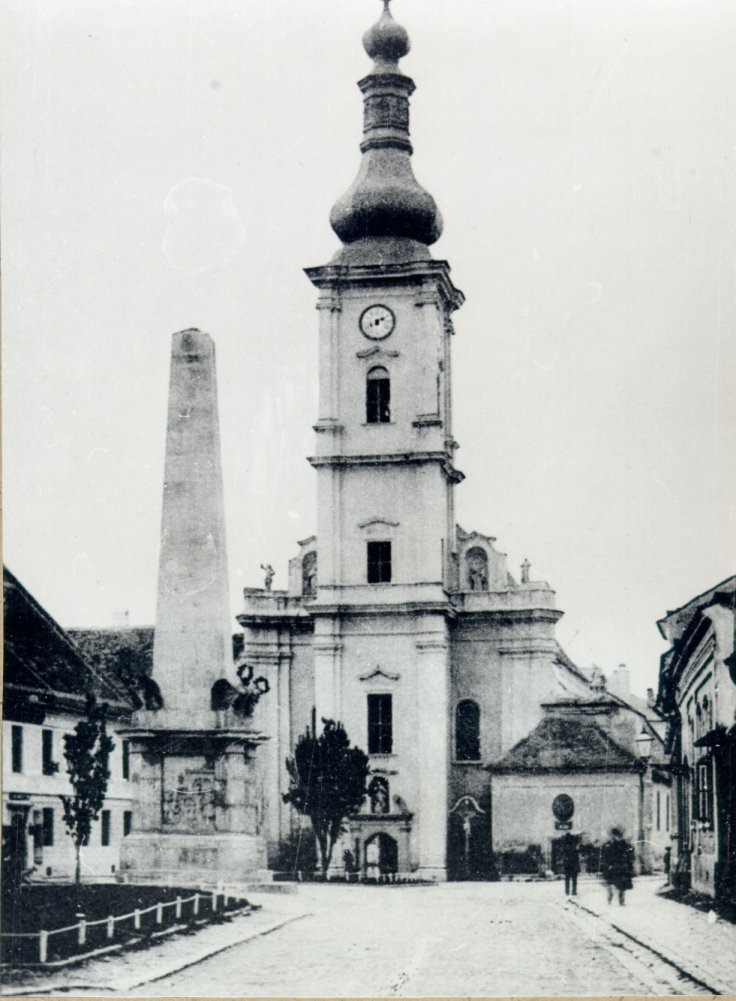
A ferences templom előtt
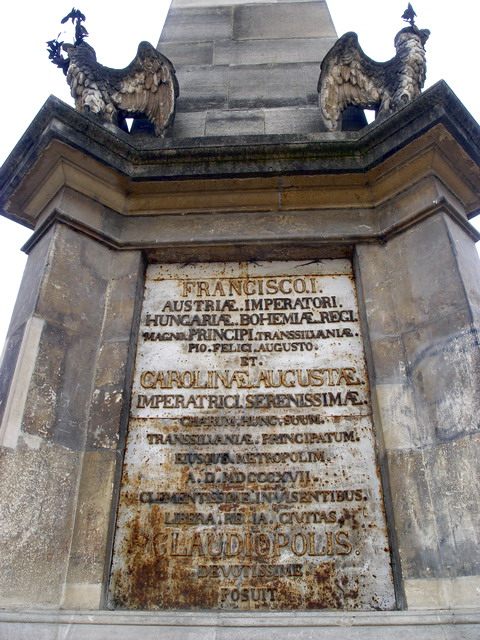
Latin nyelvű felirat
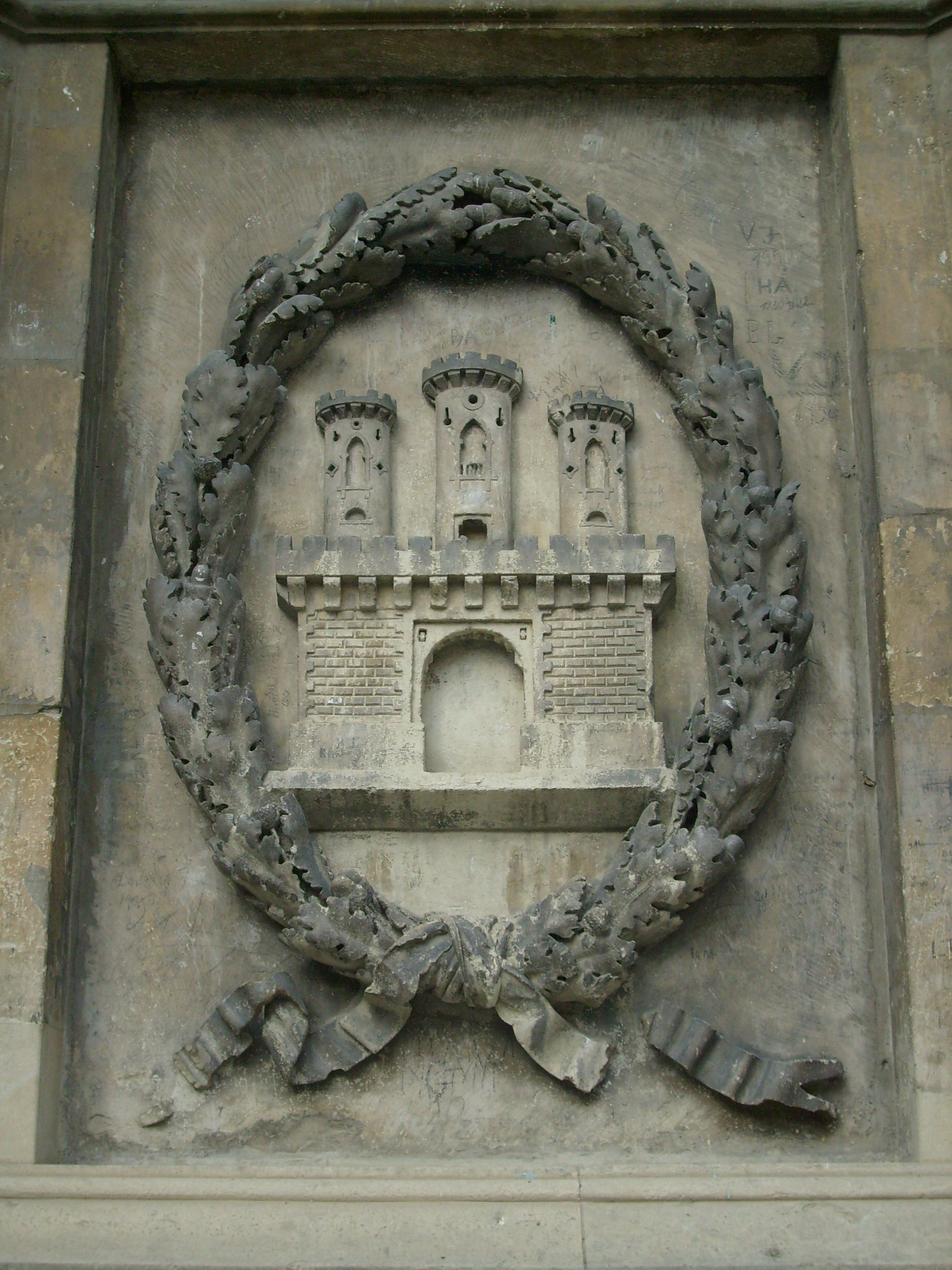
Kolozsvár régi címere
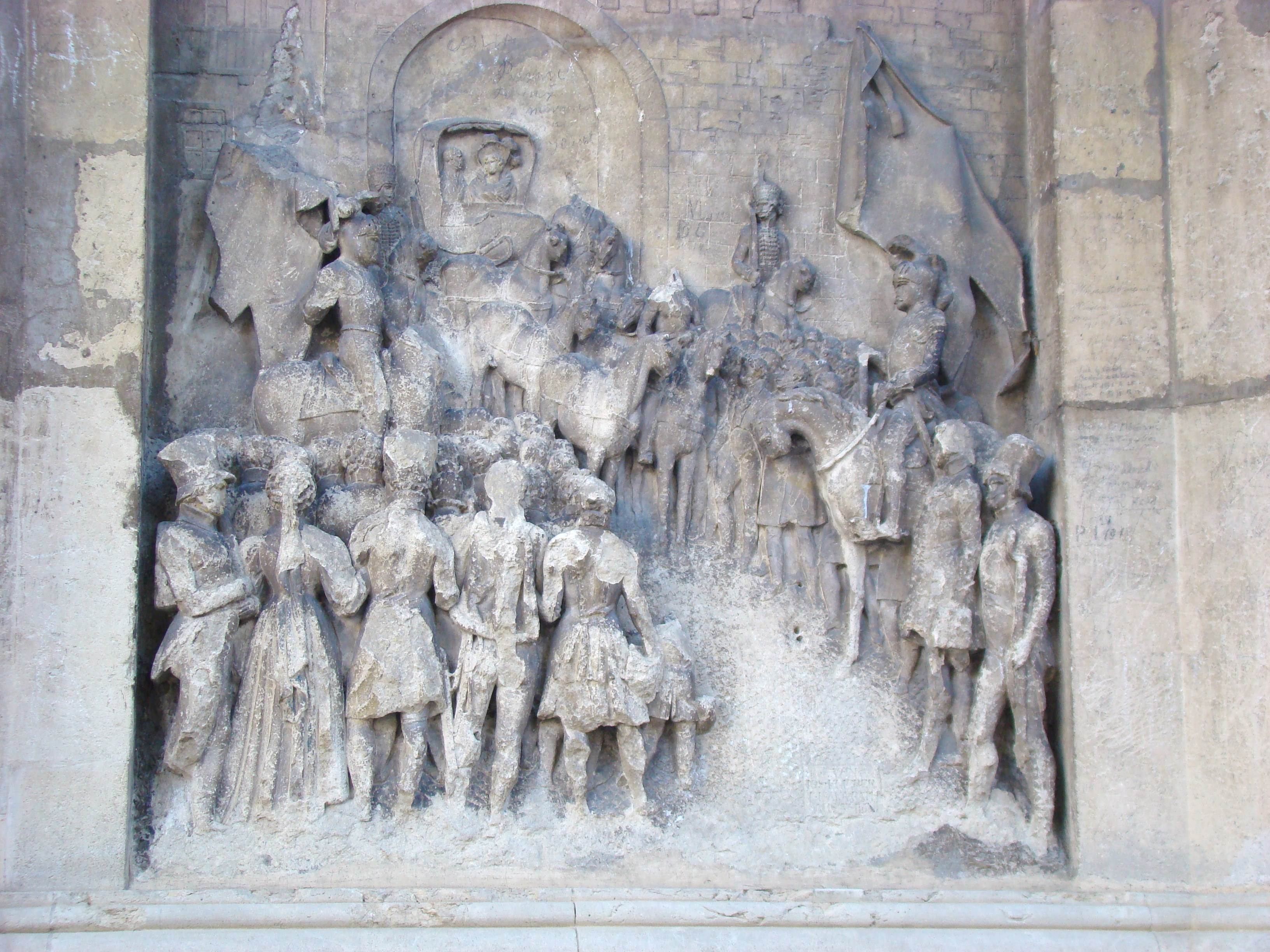
A királyi hintó érkezését ábrázoló dombormű
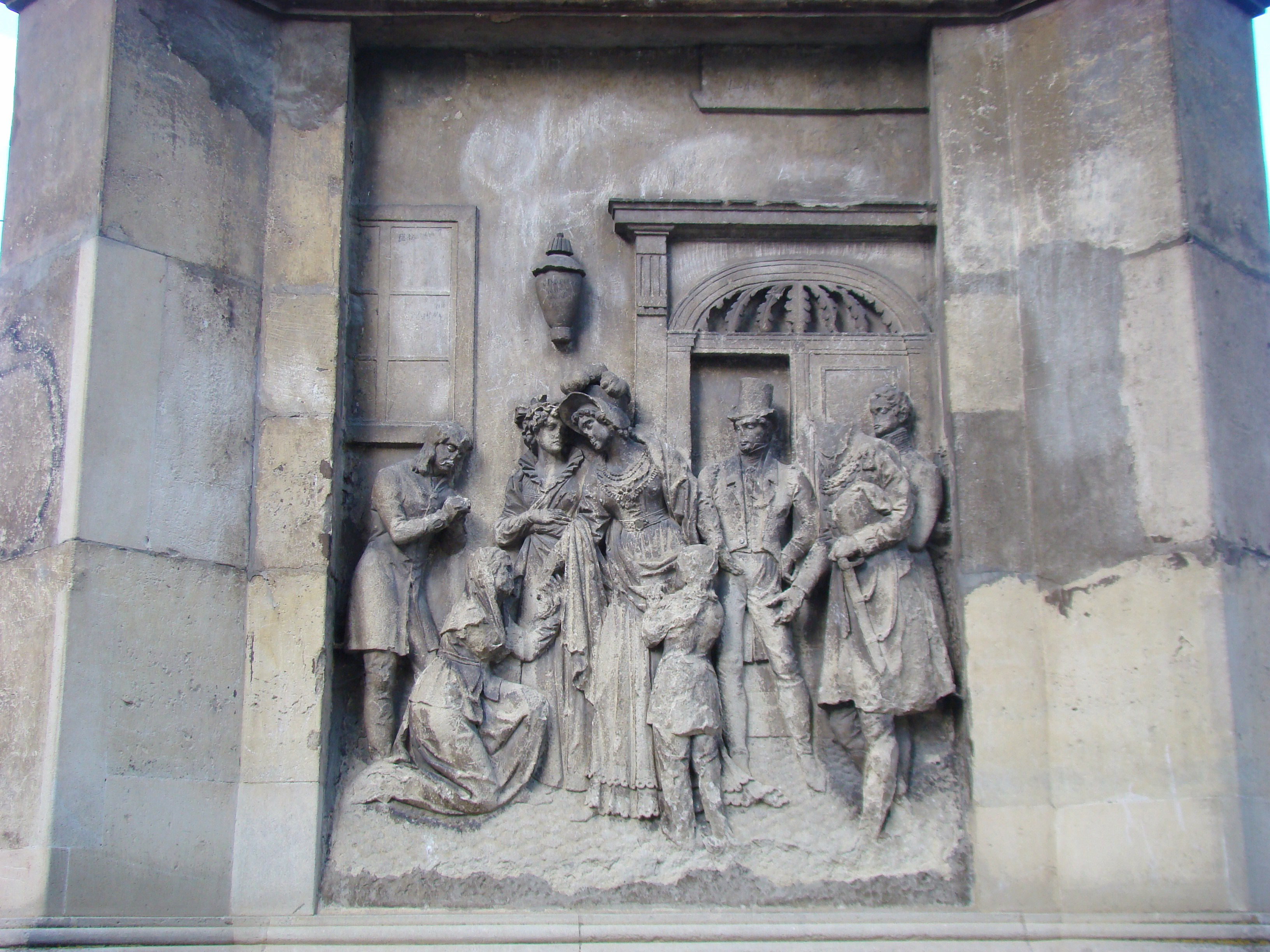
A „Karolina királyné alamizsnát oszt” domborműve